# Longetia
Longetia es un género monotípico de plantas perteneciente a la familia Picrodendraceae. Su única especie: Longetia buxoides Baill., Adansonia 2: 228 (1862), es originaria de Nueva Caledonia.

## Sinonimia
- Austrobuxus buxoides (Baill.) Airy Shaw, Kew Bull. 25: 507 (1971).
- Austrobuxus gracilis Airy Shaw, Kew Bull. 37: 378 (1982).
- Austrobuxus pisocarpus Airy Shaw, Kew Bull. 37: 378 (1982).[1]